# 海因里希·洛伊特維勒
海因里希·洛伊特維勒（德語：Heinrich Leutwyler，1938年10月12日—），瑞士理论物理学家，致力於基本粒子物理学、强相互作用理论和量子场论。 

## 早年經歷及學術背景
洛伊特維勒就读于伯尔尼文理中学，後進入伯尔尼大学学习物理、数学和天文学。 1960年畢業後，他前往美国普林斯顿大學深造。 1962 年，他在導師约翰·R·克劳德的指导下于贝尔实验室獲得博士學位，其博士論文題目為《一般協變狄拉克方程及相應的玻色場》。

## 职業生涯
1965年，他在伯尔尼获得了教授资格，同年成为助理教授，1969年成为正教授，直到2000年退休。
1983年至1984年，他担任理学院院长。洛伊特維勒曾作爲研究學者到訪過位於默里山的贝尔实验室（1963年、1965年）、帕萨迪纳的加州理工学院（1973年、1974年）以及欧洲核子研究中心（1969年、1970年、1983年、1984年、1996年）。
洛伊特維勒與同事默里·盖尔曼和哈拉尔德·弗里奇三人在建立量子色动力学（QCD）作为强相互作用的基本理论方面发挥了重要作用。
同時，他又与同事於爾格·加塞爾（德語：Jürg Gasser）在描述低能QCD的有效场论——手征微扰理论 上作出具影响力的貢獻。他們確定了有效拉格朗日的Gasser-Leutwyler系数並更精確地測量出夸克质量。
洛伊特維勒曾获得美因茨大学荣誉博士学位（1995年）、洪堡研究奖（2000年）、波美兰丘克奖（2011年）和樱井奖（2023年）。

## 家庭
已婚并生育有两个孩子。

## 所著論文
- Fritzsch, Gellmann, and Leutwyler: Advantages of the color octet gluon picture. In: Physics Letters B, volume 47, 1973, p. 365
- Gasser and Leutwyler: Quark masses. In: Physics Reports, volume 87, 1982, p. 77
- Gasser and Leutwyler: Chiral Perturbation Theory to One Loop. In: Annals of Physics, volume 158,  1984, p. 142
- Gasser and Leutwyler: Chiral Perturbation Theory: Expansions in the Mass of the Strange Quark. In: Nuclear Physics B, volume 250,  1985, p. 465
- Leutwyler, On the history of the strong interaction, Erice 2012 （页面存档备份，存于）